# Gunnar Smedmark
Carl Gunnar Smedmark, född den 10 november 1907 i Borås, död den 2 juli 1996 i Stockholm, var en svensk militär.
Smedmark blev fänrik vid Älvsborgs regemente 1930 och kapten i generalstabskåren 1939. Han var lärare vid Krigshögskolan 1942–1946. Smedmark blev kapten vid Norrbottens regemente  1946 och major i generalstabskåren 1948. Han var avdelningschef vid försvarsstabens utrikesavdelning 1948–1953. Smedmark befordrades till överstelöjtnant 1952 och övergick till Västerbottens regemente 1953. Han var överste och chef för Bohusläns regemente 1957–1963. Smedmark var inspektör för ingenjörtrupperna 1963–1966 och ingenjör- och signalinspektör 1966–1967. Han var chef för den svenska delegationen vid de neutrala nationernas övervakningskommission i Korea 1967–1968. Smedmark var verkställande direktör för Svenska företagarkassan 1968–1974. Han var styrelseledamot i Försvarsfrämjandet 1974–1990. Smedmark blev riddare av Svärdsorden 1949 och av Vasaorden 1953 samt kommendör av Svärdsorden 1961 och kommendör av första klassen 1964.